# Slovinská válka za nezávislost
Slovinská válka za nezávislost (slovinsky slovenska osamosvojitvena vojna) někdy také desetidenní válka (slovinsky desetdnevna vojna) čí víkendová válka (vikend-vojna), byl krátký ozbrojený konflikt, který následoval po vyhlášení nezávislosti Slovinska na Jugoslávii 25. června 1991. Boje probíhaly mezi slovinskou teritoriální obranou spolu se slovinskou policií a Jugoslávskou lidovou armádou (nebo JNA). Konflikt trval od 27. června 1991 do 7. července 1991, kdy byla podepsána Brionská deklarace.
Byla to druhá z jugoslávských válek, která začala v roce 1991, po chorvatské válce za nezávislost, a zdaleka nejkratší z konfliktů s nejmenším počtem obětí. Válka byla krátká, protože Jugoslávská lidová armáda (JNA, ovládaná Srby-Černohorci, i když se stále skládala ze všech národností Jugoslávie) nechtěla na tuto kampaň plýtvat prostředky. Slovinsko bylo považováno za „etnicky homogenní“, a proto o něj jugoslávská vláda neměla zájem. Armáda byla zaujata bojem v Chorvatsku, kde měla větší územní zájmy srbsko-černohorská většina v Jugoslávii. V dokumentu BBC Smrt Jugoslávie, který použil archivní záběry, je zaznamenán Slobodan Milošević, prezident Srbska, s prohlášením „byl jsem proti použití jugoslávské armády ve Slovinsku“, zatímco Borisav Jović, předseda předsednictva Jugoslávie, prohlásil, že: "Když je Slovinsko mimo cestu, mohli bychom diktovat podmínky Chorvatům."

## Předehra k válce
23. prosince 1990 se ve Slovinsku konalo referendum o nezávislosti. Referenda se zúčastnilo 93 % obyvatel a z toho se 88 % vyjádřilo pro nezávislost. V dubnu 1991 bylo jasné, že slovinský návrh na přeměnu SFRJ v konfederaci nebude přijat. 9. května 1991 informoval slovinský parlament, že slovinská nezávislost bude vyhlášena v souladu s výsledky referenda nejpozději do 26. června 1991.
Od května 1991 byly pod vedením Lojze Peterleho zřizovány pracovní skupiny, které přijaly balíky opatření potřebných k vyhlášení nezávislosti. Již v dubnu 1991 byla vytvořena taktika vedení obranné války – Slovinci měli obklíčit jednotky a kasárna Jugoslávské lidové armády ve Slovinsku, zabránit silničními blokádami postupu JLA z Chorvatska a aktivně bojovat tam, kde by měla slovinská Teritoriální obrana vojenskou výhodu.
Ve Slovinsku byly umístěny silné složky JLA. 8. března 1991 slovinský parlament rozhodl, že brance bude posílat jen do jednotek TO a policie. Počátkem května 1991 zvýšila JLA, v jejímž čele stáli v té době dva Srbové, osm Chorvatů, dva Slovinci, dva Makedonci a jeden Muslim, bojovou pohotovost jednotek ve Slovinsku, Chorvatsku a Bosně. Mobilizovala jugoslávské záložáky v zámince účasti na cvičení „Zákop“. Cvičení simulovalo napadení SFRJ ze strany Itálie a Rakouska.

## První střety
23. května 1991 došlo ke střetu v městečku Pekre, kde JLA obklíčila výukové středisko TO. JLA doufala, že tím zklidní vášně slovinských představitelů. Následně však nechala slovinská vláda zastavit přísun elektrické energie do kasáren JLA, která se pak takticky stáhla.

## Vyhlášení nezávislosti
25. června 1991 vyhlásily Chorvatsko a Slovinsko nezávislost. Chorvatsko zatím jen formálně. Nezávislost Slovinska byla veřejně vyhlášena 26. června večer na lublaňském náměstí Republiky. Ve Slovinsku začala okamžitá realizace nezávislosti. Jednotky TO měly celkem 16 000 příslušníků, policie měla 10 000 příslušníků. Okamžitě byly zřízeny hraniční kontroly na slovinsko-chorvatské hranici.
V noci na 25. června vydala svazová vláda pohraničním jednotám rozkaz zvýšit bojovou pohotovost na hranicích s Rakouskem, Maďarskem a Itálií. Chorvatsko slíbilo předsedovi prezídia SFRJ Markovićovi, že nebude bránit intervenci ve Slovinsku.

## Válka

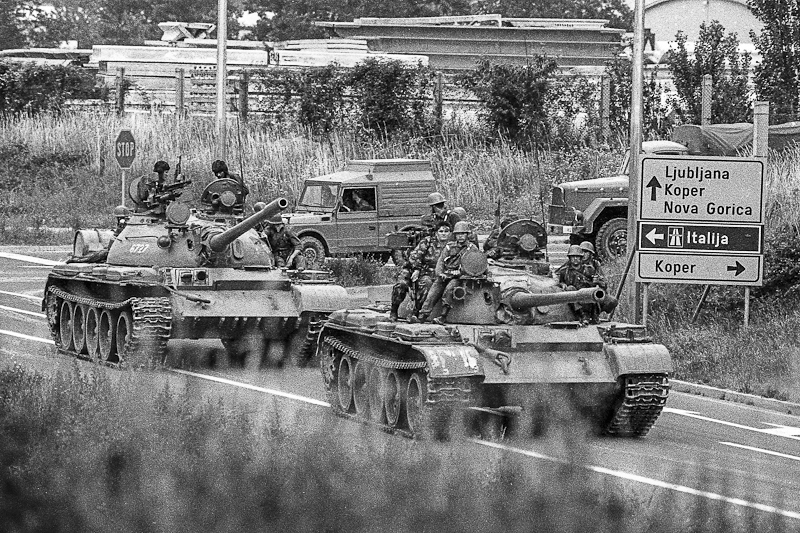
26. června; příjezd tankové kolony JNA na hraniční přechod Vrtojba

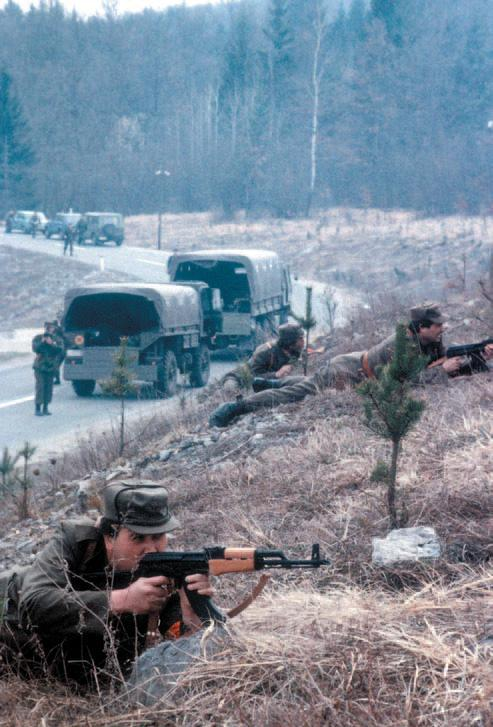
Výcvik slovinské domobrany v březnu 1991.

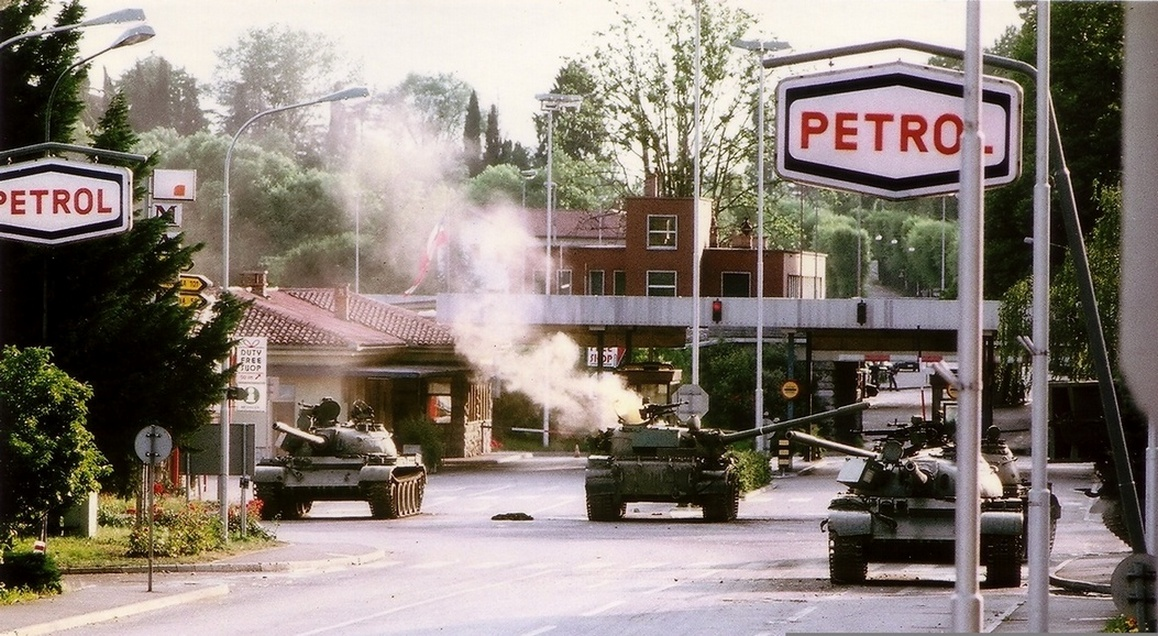
Jugoslávský tank T-55 zasažený slovinskou palbou na italském hraničním přechodu Rožna Dolina, Nova Gorica.

V noci z 26. na 27. června opustila JLA kasárny, aby obsadila slovinské hraniční přechody a letiště Brnik a tím odřízla Slovinsko od světa. Slovinské síly zaútočily na jugoslávské vojáky, přičemž došlo i k jejich zabíjení. Při obsazování hraničního přechodu Holmec došlo k incidentu zaznamenanému z druhé strany hranice televizí ORF, při kterém měli být údajně zastřeleni tři vzdávající se vojáci JLA. Vojáci JLA byli několik dní drženi mimo dosah sdělovacích prostředků. Bylo jim řečeno, že Jugoslávie byla napadena zvenčí. JLA použila 35 200 vojáků (30 % Albánců, 10 % Bosňáků, 15–20 % Srbů a Černohorců, 20 % Chorvatů, 8 % Slovinců).
JLA počítala s rychlou pacifikací Slovinska, a proto se příliš nezaobírala logistickými potřebami a vojáci dostali jídlo jen na jeden den. Generál Andrija Rašeta v telefonickém rozhovoru s Janezem Janšou prohlásil: „Teď se věci daly do pohybu, za dvě hodiny vás máme na kolenou.“
Slovinský prezident Milan Kučan vyzval slovinské vojáky a důstojníky JLA, aby opustili federální armádu. Slovinské jednotky postavily silniční barikády a blokovaly kasárny. Slovinci počítali s tím, že válka musí být rychlá, počítali s tím, že si JLA nedovolí vést velké bitvy kvůli možným masovým ztrátám civilního obyvatelstva a počítali s tím, že v případě většího konfliktu by zasáhlo mezinárodní společenství.
JLA měla výhodu v počtu, těžkých zbraních a letectvu. Slovinci měli jen pěchotní zbraně, několik protiletadlových kanónů a minometů.
27. června prolomily jugoslávské tanky barikádu u Brezovice pri Ljubljani, ale byly vystaveny tvrdé obraně u Metliky a Pesnice pri Mariboru. Silné boje s mnoha oběťmi se odehrávaly u Trzinu. 28. června obsadila JLA několik hraničních přechodů, zatímco Teritoriální obrana obsadila několik skladů munice, např. v Borovnici nebo Škofje Loce. U Medvedjeka na Dolenjsku zastavila Teritoriální obrana tanky JLA postupující na Lublaň. Slovinci nechávali jugoslávské tanky rozptýlit do menších skupinek, poté na ně zaútočili protitankovými zbraněmi a vyčkávali, až se posádky vzdají pro nedostatek jídla. Nejistí vojáci JLA v kasárnách se po stovkách vzdávali.

## Jednání o ukončení války
29. června přijela do Záhřebu delegace ES s ministry zahraničí J. Poosem (Lucembursko), H. van den Broekem (Nizozemsko), G. de Michelisem (Itálie). V Záhřebu se setkala se slovinskou delegací vedenou Kučanem a Rupelem. Jednalo se o ukončení boje a zachování Jugoslávie. Byla přijata jakási dohoda o zastavení bojů, která však byla tak nejasná, že nevstoupila v platnost. 30. června přijel Ante Marković do Lublaně, boje přesto pokračovaly. 2. července zničila TO několik tanků u Krakovskeho gozdu a donutila JLA ustoupit. 3. července 1991 došlo k dohodě o zastavení palby, 4. července byly hraniční přechody opět ve slovinských rukou.
Slovinci navíc dokázali pomocí vhodně vybraných televizních záběrů přesvědčit mezinárodní společenství, že proti Slovinsku je ze strany JLA vedena totální válka. Za 10 dní bojů však padlo jen 8 Slovinců a 39 Jugoslávců, bylo zabito 12 cizinců. Slovinci svedli celkem 72 malých a velkých bitev, zničili nebo ukořistili 31 tanků, 22 vozidel a 6 helikoptér, dále pak 6 787 zbraní pěchoty, 87 děl a 124 protiletadlových kanónů.
JLA mohla Slovince porazit, ale snaha Markovićovy federální vlády na obranu územní integrity SFRJ nezískala silnější podpory. Miloševićova skupina nehodlala Slovinsku v nezávislosti bránit.
7. července se prezident Slovinska Milan Kučan, předseda parlamentu France Bučar, bývalý předseda prezídia SFRJ Janez Drnovšek a ministr zahraničí Dimitrij Rupel setkali s jugoslávskou delegací na ostrově Brioni. Setkání předsedala delegace Evropského společenství. Zúčastněné strany podepsaly Brionskou deklaraci o zastavení bojů, slovinská policie opět kontrolovala hranice, slovinské jednotky zrušily silniční blokády a blokády kasáren, do kterých se vrátila jugoslávská armáda, TO byla demobilizována, váleční zajatci propuštěni. Slovinsko a Chorvatsko se zavázaly přijmout tříměsíční moratorium na proces osamostatnění a zapojí se do debaty o budoucím uspořádání státu. 10. července slovinský parlament dohodu schválil. 18. července prezídium SFRJ na návrh slovinského představitele Janeze Drnovšeka rozhodlo stáhnout JLA ze Slovinska do 3 měsíců (bylo dokončeno 25. října 1991) a propustit z armády všechny Slovince.
Mezitím Slovinsko pokračovalo ve své mezinárodní diplomatické aktivitě. Do 25. září Slovinsko uznaly Chorvatsko, Litva, Gruzie, Estonsko a Lotyšsko. Ještě před Brioni Slovinsko uznaly Německo, Itálie a Rakousko, ale poté respektovaly vyčkávací stanovisko ES. 1. října 1991 informoval Kučan mezinárodní společenství, že po vypršení moratoria 8. října bude deklarace o nezávislosti opět uvedena v platnost.